# Christiansburg (Virgínia)
Christiansburg é uma cidade  localizada no estado norte-americano de Virginia, no Condado de Montgomery.

## Demografia
Segundo o censo norte-americano de 2000, a sua população era de 16.947 habitantes.
Em 2006, foi estimada uma população de 17.853, um aumento de 906 (5.3%).

## Geografia
De acordo com o United States Census Bureau tem uma área de
36,1 km², dos quais 36,1 km² cobertos por terra e 0,0 km² cobertos por água.

## Localidades na vizinhança
O diagrama seguinte representa as localidades num raio de 16 km ao redor de Christiansburg.